# Список фаворитов Елизаветы Петровны

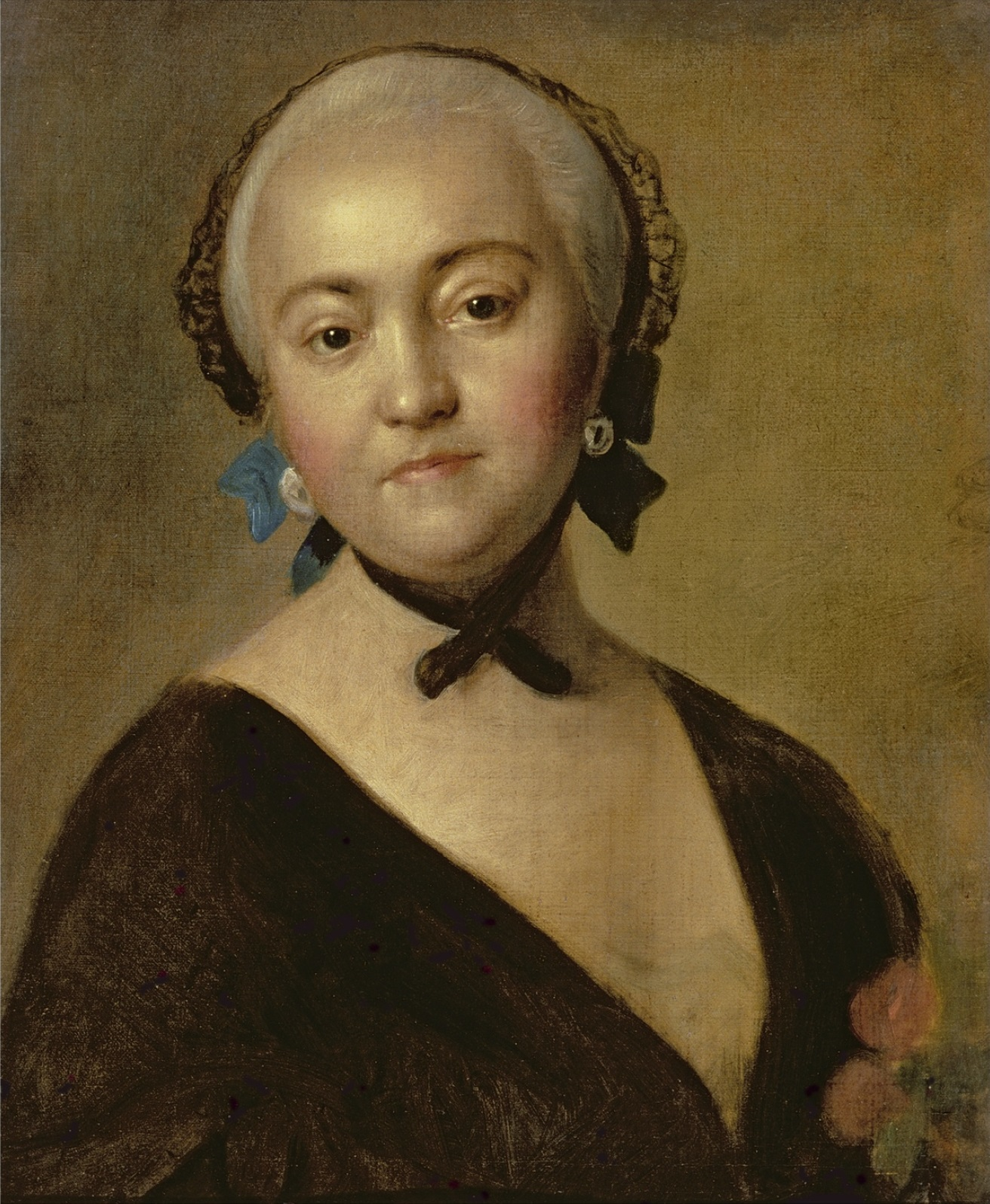
Императрица на портрете кисти Ротари

Список фаворитов Елизаветы Петровны включает как мужчин, так и женщин, пользовавшихся благосклонностью императрицы и поэтому занимавших особенное место при дворе, и состоит из двух частей: перечисления её возлюбленных, а также списка её друзей-фаворитов, получавших благодаря её симпатии милости и влиявших на политику.

## Возлюбленные
Елизавета Петровна никогда не была замужем и не имела признанных детей. Несмотря на то, что она вела легкомысленный и полный наслаждений образ жизни, в её правление фаворитизм и смена молодых людей у престола не стали такой важной частью политики, как это случилось при её преемнице Екатерине Великой. По сути, если не считать недолгих связей, какую-то роль при её дворе из её любовников играли лишь Алексей Разумовский и Иван Шувалов.
| № | Имя                             | Портрет | Годы жизни | Фавор            | Примечание |
| - | ------------------------------- | ------- | ---------- | ---------------- | --- |
|   | Бутурлин Александр Борисович    |         | 1694—1767  | 1725/1727 — 1729 | Первая любовь цесаревны и её камергер, красавец исполинского роста. Был денщиком Петра Великого, начал служить у 16-летней Елизаветы в возрасте 31 года. Узнав о её к нему чувствах интригами Долгоруких, Пётр II, питавший к тётке неродственную симпатию, выслал его на Украину воевать с татарами. После её воцарения карьера Бутурлина пошла на лад — стал графом, сенатором и т. п.. Был женат, имел детей. |
|   | Нарышкин Семён Кириллович       |         | 1710—1775  |                  | Обер-гофмейстер двора, кузен Елизаветы через Нарышкиных. Отношения были настолько прочными, что разошлись слухи о возможном браке или даже тайном венчании. Послан узнавшим о связи с цесаревной Петром II за границу. Подвергся опале при императрице Анне Ивановне и бежал во Францию, где жил под именем Тенкина до воцарения Елизаветы. Был видной фигурой при Екатерине II. Был женат на Марии Балк-Полевой. |
|   | Шубин Алексей Яковлевич         |         | ум. 1765   | до января 1731   | Гренадер в Семёновском полку, отличался редкой красотой, ловкостью и энергичностью. Елизавета Петровна, при которой он служил ординарцем, дарила его своими симпатиями и слыла между семеновцами под именем «матушки». Анна Иоанновна удалила Шубина от двора цесаревны сперва в Ревель, а потом и в Сибирь, на Камчатку, где он был насильно обвенчан с местной жительницей. Елизавета к нему очень сильно привязалась, и разлуку переносила тяжело. В 1741 году, став императрицей, она приказала отыскать Шубина; «за невинное претерпение» он был произведен прямо в генерал-майоры и в майоры лейб-гвардии Семёновского полка и пожалован богатыми вотчинами во Владимирской губернии. В следующем году Шубин, недовольный предпочтением, оказываемым императрицей Разумовскому, вышел в отставку и поселился в своем имении. Сохранились стихи, написанные к нему влюбленной Елизаветой Петровной. |
|   | Разумовский Алексей Григорьевич |         | 1709—1771  | с 1731           | Служил певчим в церковном хоре при цесаревне. После ссылки в 1731 году любимца цесаревны А. Я. Шубина занял его место. Согласно легенде, 24 ноября 1742 года в сельской церкви в Перове состоялось венчание с ним Елизаветы Петровны. Исключительное положение Разумовский сумел удержать до самой смерти государыни, хотя в последние годы место фаворита занял И. И. Шувалов. Существует предположение, что Елизавета и Разумовский состояли в морганатическом браке. Также устойчивое предание об их детях привело к появлению авантюристки княжны Таракановой. См. Предание о браке Елизаветы Петровны. |
|   | Лялин Пимен Васильевич          |         | ум. 1754   |                  | Юный камер-паж. «Он понравился царевне Елизавете, увидевшей его однажды на улице, и так сильно, что она тотчас же взяла его к себе в услужение. Он оставался у неё в услужении, пока она не вступила на трон. Через два дня после этого она сделала его камергером, подарила ему поместья и предоставила ему еще значительные доходы. Он ежедневно бывал в обществе этой государыни». По другим рассказам — был одет в матросский костюм. Потомства не оставил. |
|   | Бекетов Никита Афанасьевич      |         | 1729—1794  | с 1750           | 20-летний красавец привлек внимание царицы в 1750 году. Больше года жил во дворце одновременно с тремя фаворитами — Разумовским, Шуваловым и Каченовским. Именно с ним связана легенда о рекомендованной мази Петром Шуваловым от веснушек, испортившей кожу. Потеряв расположение государыни, Бекетов зачислился в армию и участвовал в Семилетней войне. В 1763 году Бекетова назначили губернатором в Астрахань. Женат не был, но оставил побочных дочерей. |
|   | Шувалов Иван Иванович           |         | 1727—1797  | конец 1749—1762  | Стал фаворитом 40-летней правительницы в возрасте 22 лет. Необыкновенно милый, приятный, честный и образованный человек, пользовавшийся всеобщей симпатией несмотря на своё высокое положение, не выпрашивавший милостей, основатель Университета и Академии Художеств. |

Валишевский перечисляет ещё имена: «Да и после „случая“, как тогда говорили, Ивана Шувалова, Алексей Григорьевич имел многочисленных соперников. В 1742 г. Мардефельд называет Ивинского; на следующий год, д’Аллион упоминает о Панине, искажая, впрочем, малоизвестное ещё в то время имя; Долгоруков в своих мемуарах перечисляет Петра Шувалова, Романа и Михаила Воронцовых, Сиверса, Лялина, Войчинского, Мусина-Пушкина — целый батальон». Упоминается и некий Качиновский.

## Друзья и близкие
- Разумовский Кирилл Григорьевич, брат Алексея.
- Братья Петр Иванович и Александр Иванович Шуваловы, а также жена Петра Шувалова, Мавра Егоровна — родственники Ивана Шувалова.
- Михаил Илларионович Воронцов, женатый на кузине цесаревны по матери.
- Её личный врач Иван Иванович Лесток.
- Дворцовый истопник Василий Иванович Чулков, спавший у дверей императрицы многие годы и охранявший её покой.
- Сиверс, Карл Ефимович — личный кафешенк (кофевар) императрицы. Был обязан являться во всех местах, где обедала Елизавета, чтобы варить для неё кофе.
- Возжинский, Никита Андреянович. Сын придворного кучера Андреяна Савельевича, не имевшего фамилии из-за своего «подлого» происхождения и получившего её (от слова «возжи») вместе с потомственным дворянством и гласным гербом в 1725 году от императрицы Екатерины I. Его сын Никита в царствование Елизаветы стал камергером, пользовался жалованьем и получил значительные поместья[7]. Второй сын, Иван, стал мундшенком и также был награждён поместьем.
- Скворцов, Василий Ермолаевич — генерал-аншеф и камергер.
- Печерин, Федор Иванович (1715—1763) — личный мундшенк (придворный виночерпий) Елизаветы (Указ вотчинной канцелярии от 24.02.1737), позже — обер-мундшенк (старший мундшенк). Присутствовал на всех трапезах Елизаветы, следил за подачей вин и пива, до которого Елизавета была большая охотница. Отставлен от двора после кончины императрицы в чине генерал-майора. Проживал в собственном доме в Санкт-Петербурге на ул. Большой Морской, 22.
- Печерина, Авдотья (Евдокия) Семеновна (1713—1746) — камер-юнгфера императрицы. Должна была находиться при Елизавете в опочивальне, когда императрица ложилась в постель, развлекая разговорами на ночь. Обыкновенно ложилась спать близ постели государыни. Императрица устроила брак Авдотьи с Федором Ивановичем Печериным и была восприемницей от купели родившегося от этого брака младенца (16.07.1744), которому сама Елизавета выбрала имя Пантелеймон, в память об одержанной Петром Великим в день этого святого победе над шведами и взятии фрегатов при Гангуте и при Гренгаме.

## Несостоявшиеся женихи
- Людовик XV (проект Петра I)
- Мориц Саксонский (проект Екатерины I)
- Карл-Август Голштинский, епископ Любекский, младший брат мужа сестры Анны — умер в Петербурге, не дойдя до алтаря
- Петр II (проект Остермана)
- Бранденбургский курфюрст Карл (сватовство прусского посла, отказано Петром II)
- Надир-шах (сватовство)